# Farfalla d'oro
Farfalla d'oro è un film prodotto nel settembre 1916 dalla Volsca Films di Velletri per la regia di Oreste Gherardini e con Lola Visconti Brignone.